# Seedorf, Uri
Seedorf är en ort och kommun i kantonen Uri, Schweiz. Kommunen har 2 065 invånare (2023).
Den 1 januari 2021 inkorporerades kommunen Bauen in i Seedorf.